# Breitbandkommunikation
Der Begriff Breitbandkommunikation (auch nur Breitband, englisch broad band) beschreibt in der Nachrichtentechnik einen Übertragungskanal, dessen Betragsfrequenzgang nicht konstant ist und bei dem es dadurch zu Signalverzerrungen kommt. Breitbandkanäle benötigen, im Gegensatz zu Schmalbandkanal, eine Kanalentzerrung mit adaptiven Filtern, um die Signalverzerrungen zu kompensieren.
Bei digitalen Datenübertragungen wird eine Breitbandübertragung über die Symbolrate festgelegt. Jedes übertragene Symbol benötigt zur Übertragung eine bestimmte Symboldauer {\displaystyle T_{\mathrm {s} }}. Ist die Symboldauer deutlich kleiner als die Übertragungszeit {\displaystyle \tau _{\mathrm {max} }} am Übertragungskanal, liegt eine Breitbandkommunikation vor:
{\displaystyle T_{\mathrm {s} }\ll \tau _{\mathrm {max} }}
Aufgrund der Verzerrungen im Kanal kann dabei eine unerwünschte Intersymbolinterferenz auftreten.
Wesentlich ist, dass die Festlegung des Begriffes Breitband nicht an konkrete Zahlenwerte einer bestimmten Bandbreite gebunden ist, sondern sich nach den jeweiligen Randumständen, wie den physikalischen Parametern einer Funkstrecke, orientiert.